# Movistar Deportes 2
Movistar Deportes 2 était une chaîne de télévision espagnole du groupe Telefónica.